# Pannonia (provincia romana)
La Pannonia era una provincia dell'impero romano che comprendeva la parte occidentale dell'attuale Ungheria, il Burgenland oggi Land austriaco, fino a Vienna, la parte nord della Croazia e parte della Slovenia. Essa faceva inizialmente parte della provincia romana dell'Illyricum (o Illyricum Inferior), divisa - in seguito alla rivolta dalmato-pannonica o più probabilmente agli inizi del principato di Tiberio - in Dalmazia e Pannonia (tra il 14 ed il 20).

## Statuto
La nuova provincia di Pannonia nacque dopo la rivolta pannonica del 6-9, scorporata dalla provincia dell'Illyricum, molto probabilmente agli inizi del principato di Tiberio (tra il 14 ed il 20). Inizialmente è da identificarsi con la provincia dell'Illyricum Inferior. In seguito fu divisa in Pannonia superiore (di rango consolare) ed inferiore (di rango pretorio) da Traiano nel 103, ed entrambe le province furono amministrate da un legatus Augusti pro praetore.
Le sedi dei rispettivi governatori erano ora Carnuntum per la Pannonia superiore ed Aquincum (attuale Budapest) per la Pannonia inferiore. Caracalla ordinò una nuova divisione amministrativa/militare nell'ambito dell'area pannonica (nel 214), attribuendo all'amministrazione della Pannonia inferiore anche la fortezza legionaria di Brigetio. In questo modo entrambe le Pannonie disponevano di 2 legioni ciascuna. Fino a quel momento la Superiore ne aveva tre, ed una soltanto quella Inferiore.
| EVOLUZIONE: DALL'ILLYRICUM ALLA PANNONIA             | EVOLUZIONE: DALL'ILLYRICUM ALLA PANNONIA | EVOLUZIONE: DALL'ILLYRICUM ALLA PANNONIA | EVOLUZIONE: DALL'ILLYRICUM ALLA PANNONIA | EVOLUZIONE: DALL'ILLYRICUM ALLA PANNONIA | EVOLUZIONE: DALL'ILLYRICUM ALLA PANNONIA | EVOLUZIONE: DALL'ILLYRICUM ALLA PANNONIA | EVOLUZIONE: DALL'ILLYRICUM ALLA PANNONIA | EVOLUZIONE: DALL'ILLYRICUM ALLA PANNONIA |
| ---------------------------------------------------- | ---------------------------------------- | ---------------------------------------- | ---------------------------------------- | ---------------------------------------- | ---------------------------------------- | ---------------------------------------- | ---------------------------------------- | ---------------------------------------- |
| prima della conquista romana                         | Illiria (Illiri e Dalmati)               | Illiria (Illiri e Dalmati)               | Illiria (Illiri e Dalmati)               | Illiria (Illiri e Dalmati)               | Pannonia (Pannoni)                       | Pannonia (Pannoni)                       | Pannonia (Pannoni)                       | Pannonia (Pannoni)                       |
| dal 167/155 a.C.                                     | Illyricum                                | Illyricum                                | Illyricum                                | Illyricum                                | Pannonia (Pannoni)                       | Pannonia (Pannoni)                       | Pannonia (Pannoni)                       | Pannonia (Pannoni)                       |
| dal 16 a.C.                                          | Illyricum (ampliato)                     | Illyricum (ampliato)                     | Illyricum (ampliato)                     | Illyricum (ampliato)                     | Illyricum (ampliato)                     | Illyricum (ampliato)                     | Illyricum (ampliato)                     | Illyricum (ampliato)                     |
| dal 8/9 d.C.                                         | Illyricum Superior (distretto militare?) | Illyricum Superior (distretto militare?) | Illyricum Superior (distretto militare?) | Illyricum Superior (distretto militare?) | Illyricum Inferior (distretto militare?) | Illyricum Inferior (distretto militare?) | Illyricum Inferior (distretto militare?) | Illyricum Inferior (distretto militare?) |
| dal 14-20 d.C. (creazione delle due province romane) | Dalmatia                                 | Dalmatia                                 | Dalmatia                                 | Dalmatia                                 | Pannonia                                 | Pannonia                                 | Pannonia                                 | Pannonia                                 |
| dal 103                                              | Dalmazia                                 | Dalmazia                                 | Dalmazia                                 | Dalmazia                                 | Pannonia superiore                       | Pannonia superiore                       | Pannonia inferiore                       | Pannonia inferiore                       |
| dal 293                                              | Dalmatia                                 | Dalmatia                                 | Praevalitana                             | Praevalitana                             | Pannonia superiore                       | Pannonia Savia                           | Pannonia Valeria                         | Pannonia inferiore                       |
| dal 324-337                                          | Dalmatia                                 | Dalmatia                                 | Praevalitana                             | Praevalitana                             | Pannonia prima                           | Pannonia Savia                           | Pannonia Valeria                         | Pannonia secunda                         |

## Storia

### L'Illirico al tempo di Ottaviano Augusto

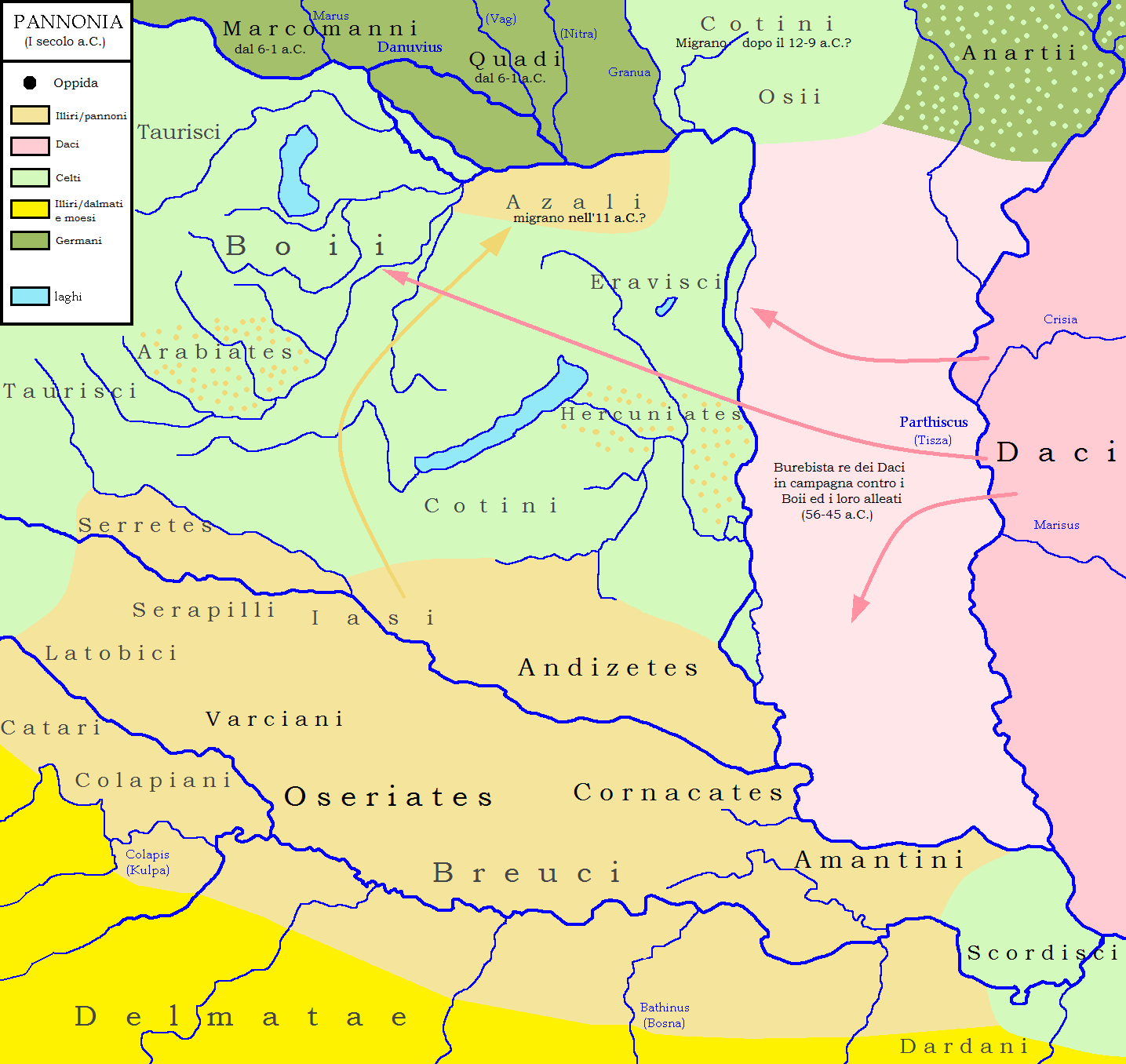
Le popolazioni illiriche e celtiche della Pannonia prima della conquista romana nel I secolo a.C.

L'occupazione dei territori della futura provincia di Pannonia cominciò con Ottaviano negli anni 35-34 a.C., quando a seguito di una serie di campagne condotte contro i popoli dell'Illiria, si procedette all'occupazione della valle del fiume Sava, fino alla città di Siscia.
La conquista proseguì un paio di decenni più tardi, una volta che Ottaviano divenne imperatore di Roma.
Il popolo degli Scordisci (della bassa valle della Sava) e i Denteleti (del corso superiore del fiume Strymon) avevano invaso la Macedonia, ma furono prontamente respinti dal neo governatore L. Tario Rufo (nel 17-16 a.C.).
Nel 14 a.C. le popolazioni pannoniche (della zona di Emona e Siscia) si ribellarono ai Romani. L'intervento del legato imperiale dell'Illirico, Marco Vinicio, fu inevitabile. Tanto che la mossa successiva di Ottaviano fu quella di ordinare anche al legato di Macedonia di intervenire, sotto l'alto comando di Agrippa prima e di Tiberio poi. Era necessario sottomettere tutte le tribù comprese tra queste due province.
Fu così che negli anni 14-9 a.C. si procedette alla conquista graduale delle tribù degli Scordisci (sottomessi probabilmente da Tiberio Claudio Nerone e Marco Vinicio), dei Dalmati (Dizioni, Mezei, Daesiziati, Dardani) e dei pannoni (Breuci, Amantini), mentre dovevano essere respinti numerosi attacchi delle popolazioni limitrofe (come Bastarni, Iazigi e Daci), che da sempre avevano creato problemi alle province dell'area balcanica. I domini romani si spinsero così ad occupare l'intera regione della Dalmazia e parte della futura provincia di Pannonia (fino al fiume Drava).

### Rivolta dalmato-pannonica e la nascita di tre nuove province (6-9)
Dopo un quindicennio di relativa tranquillità, nel 6, il settore danubiano tornava ad essere agitato. L'insurrezione ebbe inizio nella zona sudorientale fra i dalmati Desiziati, a causa di tributi mal sopportati dalla popolazione locale, e da una cattiva amministrazione provinciale.
Rimane famosa la frase pronunciata dal capo rivolta, Batone il Dalmata, il quale, una volta catturato da Tiberio, rispondeva al perché si fosse ribellato con queste parole:
Nel medesimo periodo, l'esercito che avanzava da Sirmio sottometteva le tribù di Pirusti e Desiziati.
La rivolta si concluse dopo 4 lunghi anni di guerra sanguinosa, al termine della quale il comando Illirico fu diviso nelle due nuove province di Pannonia (sotto un legatus Augusti pro pretore a capo di 3 legioni: VIII Augusta, VIIII Hispana e XV Apollinaris) e Dalmazia.
Al di là della Pannonia c'era la nuova provincia di Mesia, e, fra la Mesia e la Macedonia, il regno di Tracia, non ancora sottoposto ma di fatto asservito al diretto dominio romano.

### I secolo

#### Dalla Drava al Danubio (14/20 - 50)

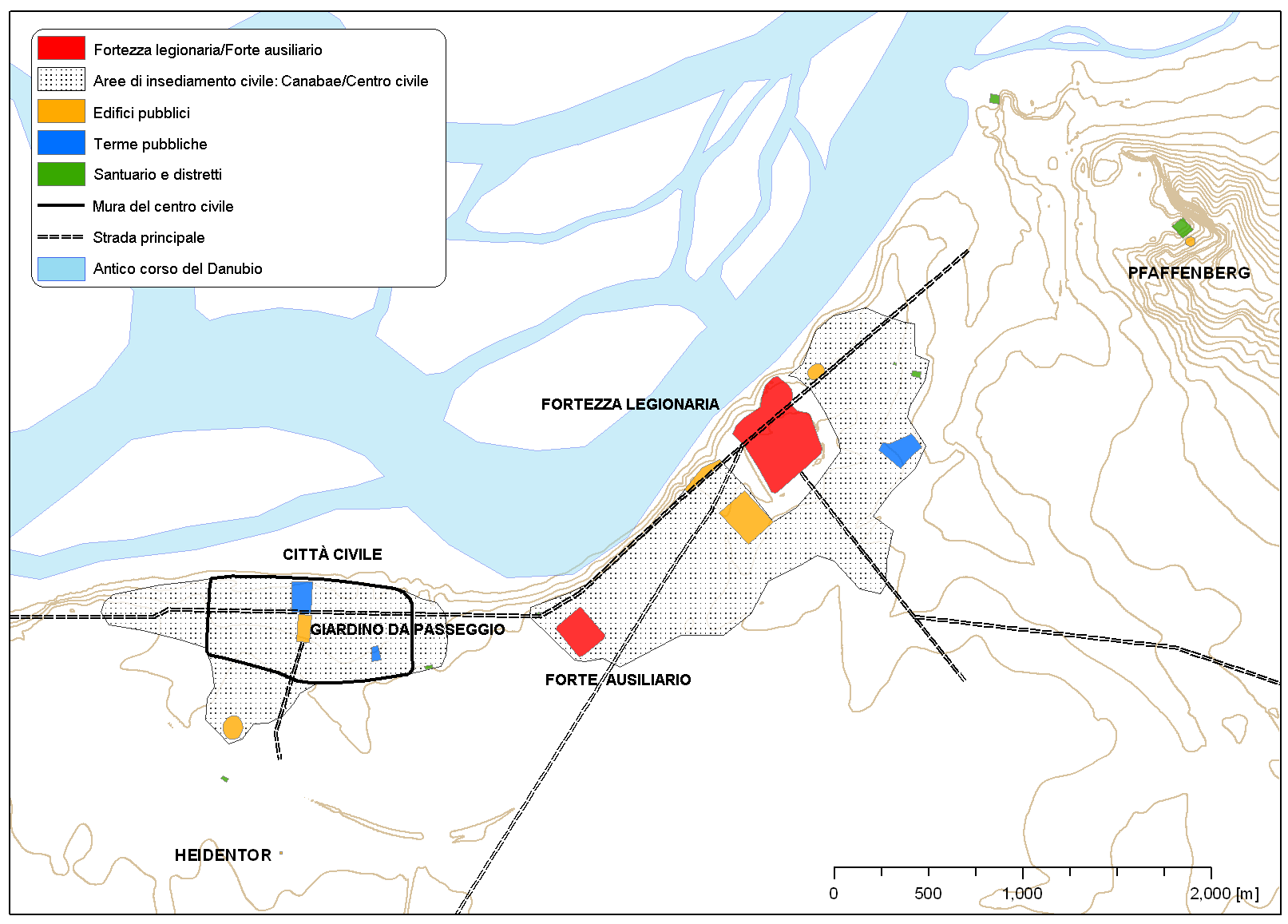
La fortezza legionaria di Carnuntum fondata dai Romani nel 50.

Tiberio, una volta divenuto imperatore di Roma, inviò il figlio Druso nel 14 per riorganizzare la provincia, costruire nuove vie di comunicazione e sopprimere una rivolta tra le legioni causata dal cambio di imperatore, in seguito alla morte di Ottaviano Augusto. Egli cominciò ad occupare parte della zona a nord del fiume Drava ponendo, tra il 18 ed il 20 d.C., alcuni forti romani a: Aquincum (a Budapest-Óbuda),Arrabona (Győr), Brigetio, Gorsium, Lussonium (Dunakömlöd), Malata (Banoštor) e Teutoburgium (Dalj). È proprio a questo periodo che si deve la costituzione della nuova provincia di Pannonia (scorporata dall'Illyricum) e denominata anche Illyricum Inferior (per distinguerla dall'Illyricum Superior, trasformato nella provincia di Dalmazia).
Nel 50, durante il governo dell'imperatore Claudio, Tacito racconta che Vannio, re dei Quadi, fu cacciato dai suoi stessi sudditi che avevano richiesto aiuto anche al re degli Ermunduri, un certo Vibilio, e dei Lugi. Claudio, preoccupato per questi avvenimenti, pur rifiutando di intervenire direttamente in questa contesa, ordinò al governatore della Pannonia, Palpellio Istro, «di disporre una legione con un corpo scelto di milizie ausiliarie sulla riva del Danubio» per proteggere i perdenti e dissuadere i barbari vittoriosi dalla tentazione di invadere la provincia. La legione in questione era la XV Apollinaris, e la nuova fortezza presso la quale insediarsi era quella di Carnuntum (Bad Deutsch-Altenburg, Austria).
I figli della sorella di Vannio, Vangio e Sidone, si spartirono il grande regno dei Suebi (Quadi e Marcomanni), ma mantennero verso Roma assoluta lealtà. E la guerra fu scongiurata.

#### L'anno dei quattro imperatori
Nel 69 le legioni di Pannonia si schierarono dalla parte di Otone nella battaglia di Bedriacum, ma quest'ultimo ebbe la peggio contro il rivale Vitellio. La vittoria dei Vitelliani a Bedriacum rappresentò la vittoria delle legioni renane sull'esercito d'Italia e del Danubio, anche se pochi mesi più tardi, in una nuova battaglia combattuta sempre a Bedriacum, questa volta tra Vitelliani ed il nuovo pretendente al trono, Tito Flavio Vespasiano, i Flaviani e le legioni pannoniche ne uscivano vincitori.

#### La guerra suebo-sarmatica (89-97)

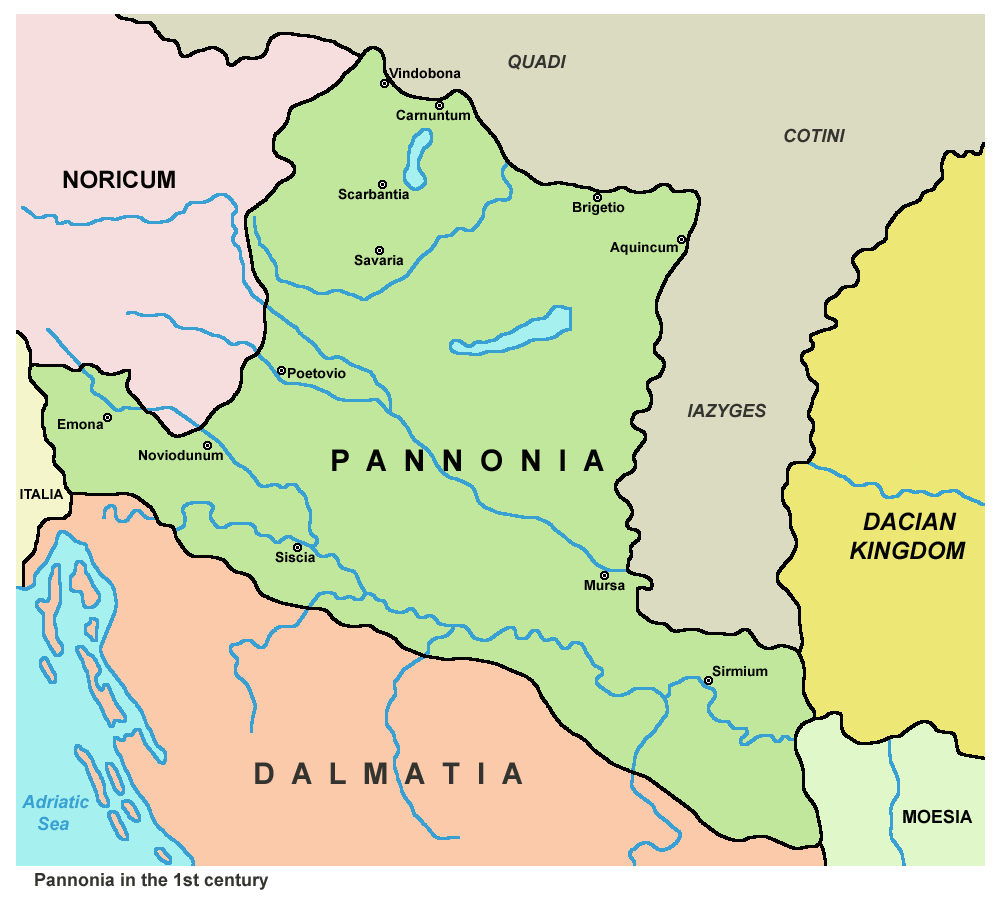
La Pannonia nel I secolo

Sotto Domiziano si accendeva una nuova guerra contro le popolazioni germaniche di Marcomanni e Quadi. Le cause di questo scontro sono da ricercare nel mancato aiuto da parte delle tribù germanica agli eserciti romani, durante la guerra contro i Daci di Decebalo. Domiziano, irritato per l'accaduto, decise di mettere a morte alcuni delegati di queste tribù, rei di non avergli fornito il necessario appoggio, ed invase i loro territori (89 d.C.).
I Germani decisero di allearsi con i vicini Iazigi, popolazione di ceppo sarmatico, e di respingere l'invasore romano. La guerra fu lunga e dispendiosa per entrambe le parti e fu portata a termine dal futuro imperatore Traiano nel 97.
Al termine delle operazioni militari, la Pannonia poteva contare su ben sei legioni a Vindobona (sede della XIII Gemina), a Carnuntum (XV Apollinaris), a Brigetio (XIIII Gemina), ad Aquincum (II Adiutrix), a Mursa (XXI Rapax) ed a Sirmio (I Adiutrix), mentre i vicini Marcomanni, Quadi e Iazigi erano tornati alleati di Roma in vista della guerra di Traiano contro Decebalo, re dei Daci.

### Le Pannonie nel II secolo

#### Dalla conquista della Dacia alle prime crisi su Danubio

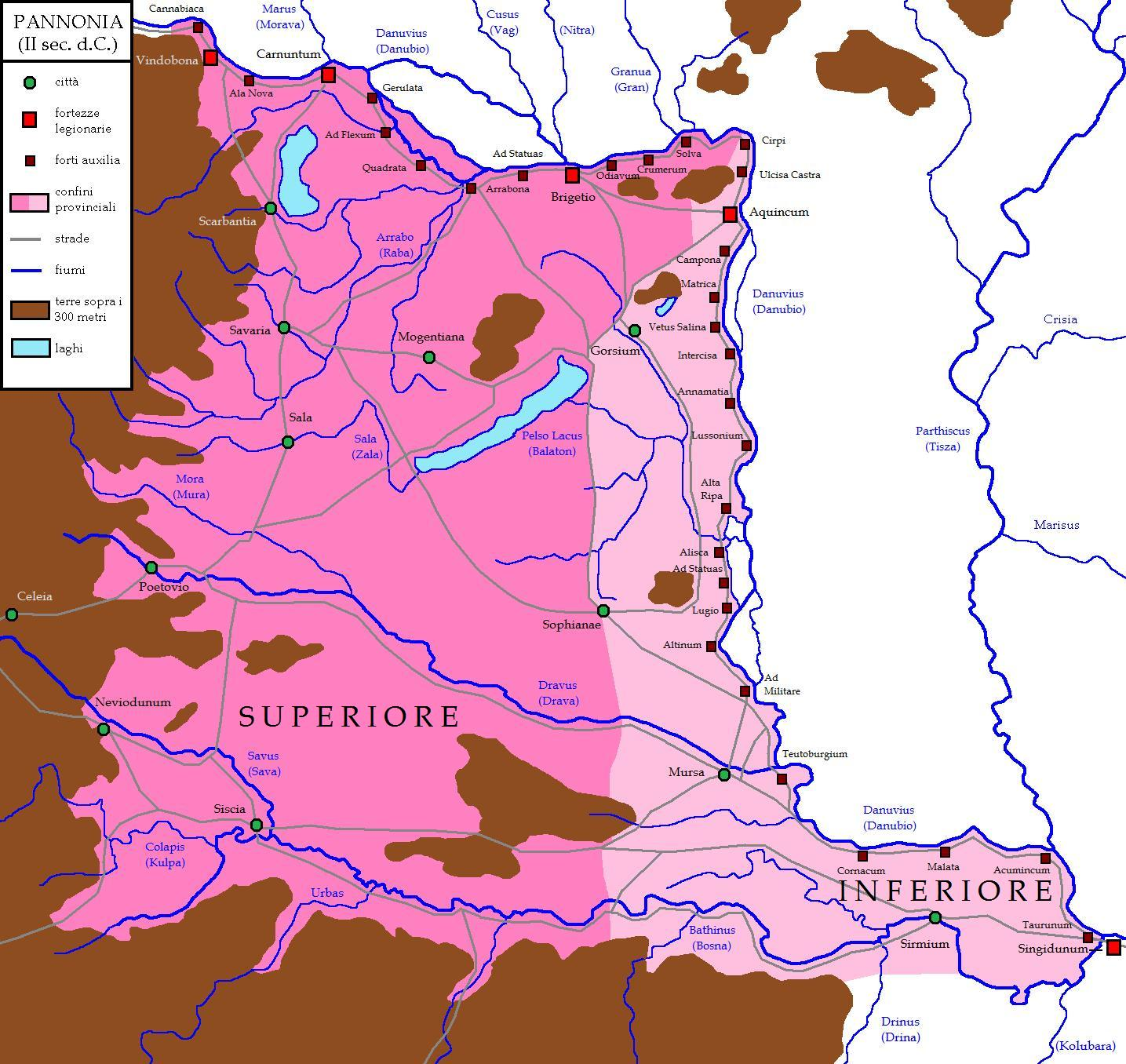
La Pannonia da Traiano a Caracalla

La provincia di Pannonia fu divisa in Pannonia superiore ed inferiore da Traiano nel 103. Le sedi dei rispettivi governatori erano ora Carnuntum per la Pannonia superiore ed Aquincum (attuale Budapest) per la Pannonia inferiore. I primi due legati imperiali furono Quinto Glizio Atilio Agricola (dal 101 al 106) per la Pannonia superiore e Nerazio Prisco (dal 103 al 106) per la Pannonia inferiore. Le due Pannonie tornarono al centro dell'attenzione con:
- la guerra sarmatica condotta da Adriano, appena insediatosi sul trono, negli anni 117-119, prima contro i Roxolani della Moldavia e della Valacchia, e poi contro gli Iazigi della valle del fiume Tisza (a cui seguì l'abbandono del Banato occidentale);
- e le guerre suebiche condotte prima da Elio Cesare nel 136-137 e poi da Tito Aterio Nepote l'anno o gli anni successivi,[6] al tempo di Adriano ed Antonino Pio, che culminarono con la coniazione di monete degli anni 140-142 con la dicitura "Rex Quadi datus";[7]

#### La crisi della fine del II secolo/inizi del III
Fu però soprattutto durante il regno di Marco Aurelio e Commodo con le guerre marcomanniche (dal 166/7 al 188) che il fronte germanico e sarmatico tornò a dare grossi problemi.
Settimio Severo, governatore della Pannonia superiore, viene proclamato imperatore nel 193 dalle sue truppe. Il figlio Caracalla, dopo aver ottenuto successi militari sugli Iazigi (per i quali gli fu attribuito il titolo di Sarmaticus) ed aver punito il re dei Quadi, un certo Gabiomarus, mettendolo a morte, ordinò una nuova divisione amministrativa/militare nell'ambito dell'area pannonica (nel 214), attribuendo all'amministrazione della Pannonia inferiore anche la fortezza legionaria di Brigetio. In questo modo entrambe le Pannonie disponevano di 2 legioni ciascuna.

### La crisi del III secolo
Con l'avvento di Caracalla il fronte pannonico tornò a creare problemi. Sembra che sia gli Iazigi, sia i Quadi siano stati battuti dal nuovo imperatore nel corso del 214 e che il re quado, un certo Gabiomario, fu giustiziato per questi fatti. In seguito a questi eventi la Pannonia inferiore fu ampliata, ora includendo il fortezza legionaria di Brigetio, in modo che entrambe le Pannonie potessero disporre di due legioni ciascuna. Questo stesso anno Caracalla elevava a colonia il centro civile di Carnuntum (Colonia Septimia Aurelia Antoniana), e l'anno successivo quello di Brigetio.
Il III secolo vide un susseguirsi di continui attacchi lungo le frontiere pannoniche da parte di:
- Iazigi nel 228 e 231 (sotto Alessandro Severo), 236 (sotto Massimino il Trace), 254, 270/271 (sotto Aureliano);
- popoli germanici come gli Alamanni nel 233-236, i Marcomanni ed i Quadi nel 248 (sotto Decio) e nel 254, i Vandali nel 270/271 (insieme agli Iazigi).

### La riforma di Diocleziano e Costantino (284-337)

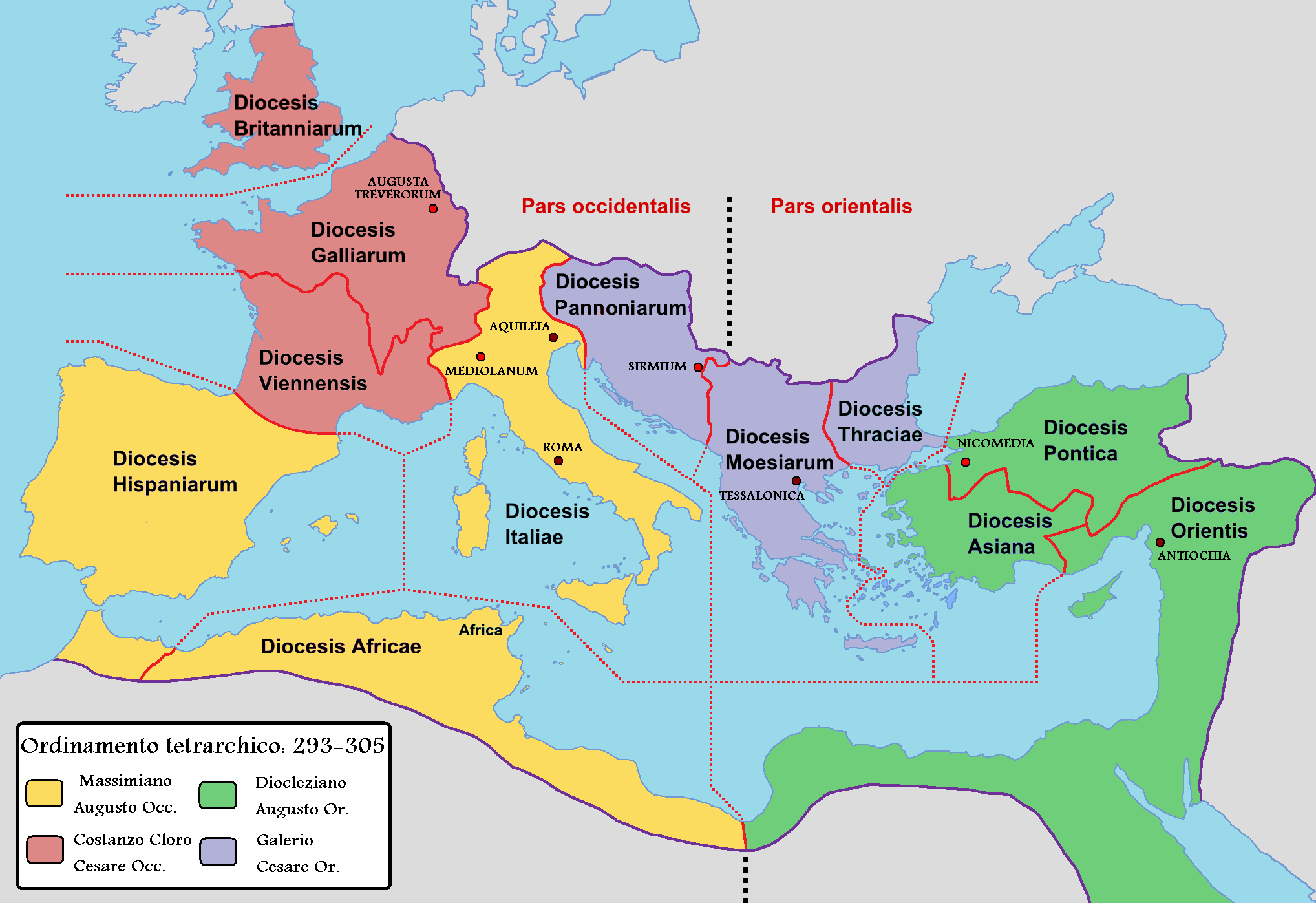
Le 12 diocesi nella nuova divisione tetrarchica dell'impero romano voluta da Diocleziano attorno al 300.

Nel 285, al nuovo ed unico imperatore, Diocleziano, toccò respingere nuove invasioni germano-sarmatiche sia in Mesia sia in Pannonia, ancora una volta favorite dall'aver sguarnito le frontiere del medio-basso tratto danubiano a causa della recente guerra civile. In seguito a tali successi ricevette l'appellativo di "Germanicus maximus" e "Sarmaticus maximus", avendo battuto in modo decisivo Quadi e Iazigi.
Diocleziano, dopo questi primi successi, decise di modificare l'attuale forma di governo (il principato) con una forma prima diarchica e poi tetrarchica, dividendo, quindi, l'impero in quattro parti (con due Augusti e due Cesari) ed in 12 diocesi amministrative. La Pannonia (con capitale Sirmio) fu a sua volta suddivisa in quattro. Dalla Pannonia superiore furono ricavate, infatti, la Pannonia prima (a nord) e la Pannonia Savia o Pannonia riparensis (a sud); mentre dalla Pannonia inferiore furono ricavate la Pannonia Valeria (o semplicemente Valeria) e la Pannonia secunda.

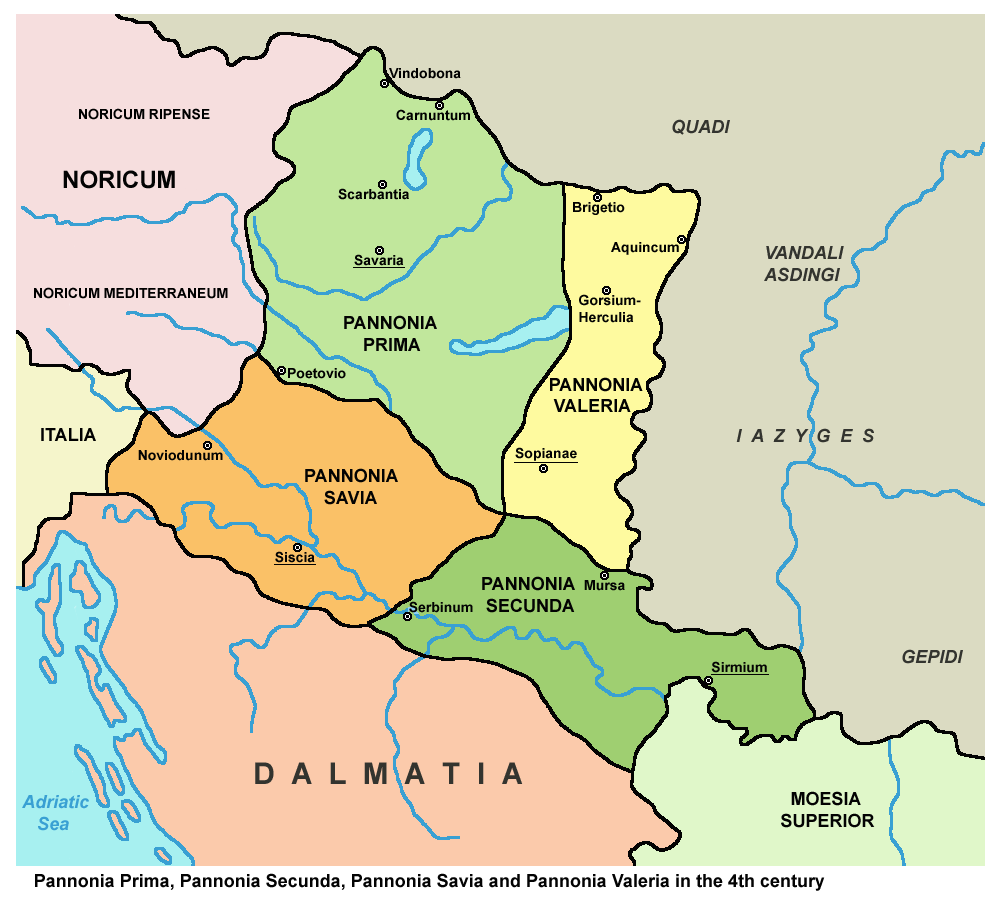
Le province pannoniche nel IV secolo: Pannonia prima, Pannonia secunda, Pannonia Savia, Valeria ripensis

Alcuni anni più tardi (nel 293), Diocleziano si recò a Sirmio per organizzare una nuova campagna militare per l'anno successivo contro i sarmati Iazigi, insieme a Galerio appositamente creato Cesare dal 1º aprile del 293. L'anno seguente, infatti, ottenne un nuovo significativo successo sulle tribù sarmatiche, tanto da essere acclamato per la terza volta con il titolo di "Sarmaticus maximus", grazie ai successi conseguiti insieme a Galerio. Costantino I condusse tra gli anni 322 ed il 334 alcune spedizioni oltre il Danubio contro gli Iazigi, che vide coinvolto l'intero tratto di limes danubiano della Pannonia inferior. Al termine delle operazioni militari, gli Iazigi della piana del Tisza, furono sottomessi ed attorno ai loro territori fu ordinata la costruzione di un terrapieno su tre linee differenti, della lunghezza di 700 km circa (la cosiddetta diga del Diavolo) a protezione dei nuovi "clientes permanenti dei Romani", che da Aquincum raggiungeva Viminacium.
La diocesi di Pannonia o dell'Illirico fu istituita nel 314 in seguito alle riforme provinciali di Diocleziano e Costantino. Faceva originariamente parte della Prefettura del pretorio d'Italia, e in seguito entrò a far parte della prefettura del pretorio dell'Illirico. Nel 337 con la morte di Costantino fu creata la Prefettura del pretorio dell'Illirico. Dopo la divisione di quest'ultima nel 379, entrò a far parte di nuovo nella Prefettura d'Italia con la denominazione di Diocesi d'Illirico.

### Gli anni bui e la caduta dell'impero romano d'Occidente
I Quadi tornarono a compiere incursioni lungo il limes pannonico, nella primavera del 357, nella loro consueta coalizione insieme a Marcomanni e sarmati Iazigi. Essi invasero e saccheggiarono le province di Rezia, Pannonia e Mesia. Le razzie furono arginate da Costanzo II nel 358, il quale, dopo aver svernato a Sirmio, operò sia militarmente sia diplomaticamente, anche assegnando nuove aree d'insediamento ad alcune tribù della coalizione.
Vent'anni più tardi, nel 374, una nuova incursione di Quadi e Iazigi, costrinse l'imperatore Valentiniano I, a programmare in territorio germanico, dalla fortezza legionaria di Carnuntum, una spedizione dimostrativa che si rivelò assai felice. La fortezza legionaria di Brigetio vide la morte di Valentiniano I, al termine delle sue campagne militari contro i Quadi nel 375, come ci racconta Ammiano Marcellino.
Con l'inizio del V secolo la Pannonia divenne una diocesi insicura, esposta alle incursioni gotiche e unne. Già nel 380 Graziano insediò un gruppo di Goti in Pannonia II e in Savia come foederati e ben presto la diocesi pannonica subì devastanti incursioni unne, che ne occuparono il nord-est, costringendo il generale romano-occidentale Felice ad intervenire nel 427. Con la campagna del 427, sembrò che il limes fosse ristabilito e i territori perduti precariamente riconquistati, ma nel 433 una vasta porzione della Pannonia II e della Valeria venne ceduta da Ezio agli Unni, per ottenerne l'appoggio per le campagne in Gallia. Rimase però in mano dell'Impero la regione di Sirmio e Bassiana, ormai separati dall'Impero d'Occidente.
Nel 437 Galla Placidia, per ricompensare Teodosio II per aver messo sul trono occidentale il figlio di lei Valentiniano III, cedette l'estremità orientale della Pannonia II (con le città di Sirmio e Bassiana) all'Impero romano d'Oriente. Alcuni studiosi ritengono che la cessione di territori illirici romano-occidentali all'Impero d'Oriente fu più vasta e avesse riguardato anche la Dalmazia, ma non vi è un consenso generale. Sicuramente fu ceduta almeno la Pannonia II con Sirmio: una Novella di Giustiniano I (11.1) attesta infatti che Sirmio nel 441 apparteneva all'Impero d'Oriente ed era la sede del prefetto del pretorio dell'Illirico, Apreemio.
La Pannonia II divenne così la tredicesima provincia dell'Illirico orientale e Sirmio divenne per qualche tempo la capitale della prefettura del pretorio dell'Illirico (orientale), ma venne ceduta da Teodosio II agli Unni in seguito alle vittoriose campagne balcaniche di Attila del 441-442. Infatti Attila nel 441 aveva attaccato ed espugnato Sirmio, costringendo il prefetto del pretorio Apreemio a fuggire a Tessalonica. Sirmio fu riconquistata dall'Impero d'Oriente nel 566/567, ma cadde in mani avare nel 582, dopo un assedio di due anni.

## Difesa ed esercito
L'esercito pannonico al momento della divisione in due nuove province era composto da:
- 3 legioni (a Vindobona, Carnuntum e Brigetio), 6 alae di cavalleria e 7 coorti di fanteria o miste nella Pannonia superiore;
- 1 legione (ad Aquincum), 4 ale e 10 coorti in quella inferiore.

### AuxiliaeClassis Pannonica
nel 116 (sotto Traiano)
c'erano in Pannonia superiore 5 alae di cavalleria e 3 cohortes di fanteria (o miste), i cui nomi erano:
- per le ali ne ricordiamo alcune: I Ulpia contariorum milliaria, I Tharacum veterana, I Cannanefatium civium Romanorum, I Hispanorum et Aravacorum e I Bosporanorum;
- per le coorti, ricordiamo: I Batavorum milliaria equitata, II Batavorum milliaria equitata e V Callaecorum Lucensium.

nel 139 (sotto Antonino Pio)
c'erano in Pannonia superiore 4 alae di cavalleria e 7 cohortes di fanteria (o miste), i cui nomi erano:
- per le ali ne ricordiamo alcune: I Ulpia contariorum milliaria, [...?], I Hispanorum et Aravacorum e III Augusta Thracum;
- per le coorti, ricordiamo: I Aelia milliaria sagittaria, II Alpinorum, IIII voluntariorum, I Thracum civium Romanorum, V Callaecorum Lucensium, I Ulpia Pannoniorum milliaria e XVIII voluntariorum civium Romanorum.

nel 148 (sotto Antonino Pio)
c'erano in Pannonia superiore 5 alae di cavalleria e 7 cohortes di fanteria (o miste), i cui nomi erano:
- per le ali ne ricordiamo alcune: I Ulpia contariorum milliaria, I Thracum Victrix, I Hispanorum et Aravacorum, I Cannenefatium civium Romanorum e III Augusta Thracum sagittaria;
- per le coorti, ricordiamo: I Aelia milliaria sagittaria, II Alpinorum, IIII voluntariorum civium Romanorum, I Thracum civium Romanorum, V Callaecorum Lucensium, I Ulpia Pannoniorum milliaria e XVIII voluntariorum civium Romanorum.

nel 154 (sotto Antonino Pio)
c'erano in Pannonia superiore 5 alae di cavalleria e 5 cohortes di fanteria (o miste), i cui nomi erano:
- per le ali ne ricordiamo alcune: I Ulpia contariorum milliaria, I Tharacum Victrix, I Hispanorum et Aravacorum, I Cannanefatium civium Romanorum e III Augusta Thracum sagittaria;
- per le coorti, ricordiamo: I Ulpia Pannoniorum milliaria, I Thracum civium Romanorum, II Alpinorum, V Callaecorum Lucensium, e XVIII voluntariorum civium Romanorum.

### Legioni e fortezze
Vale la pena ricordare che nelle due province di Pannonia superiore e Pannonia inferiore ci furono numerose fortezze legionarie:
- ad Altenburg-Petronell, la latina Carnuntum dal 50 al IV secolo;[27][28][29]
- a Budapest, la latina Aquincum, dal 90 al IV secolo;[28][30]
- a Lubiana, la latina Emona;[31][32][33][34]
- a Sremska Mitrovica, la latina Sirmio;[30][35]
- ad Osijek, la latina Mursa;[29]
- a Ptuj, la latina Poetovio;[27][30]
- a Sisak, la latina Siscia;[27]
- a Szony, la latina Brigetio, dall'89 al IV secolo;[28][29]
- a Vienna, la latina Vindobona dal 90 al IV secolo;[28][29][30]

### Fortezze, forti, fortini e porti dellaClassis Pannonica

#### Da Klosterneuburg a Cirpi
Qui sotto troverete una tabella riassuntiva delle fortificazioni di questo tratto di limes, con relativa legenda:
- legio=legione romana
- coh.=coorte
- mil=milliaria (composta da 1 000 uomini)
- eq.=coorte equitata
- ala=unità di cavalleria
- vexill=vexillationes
- c.R.=civium Romanorum

| Forte/burgus lungo il limes | località antica                    | località moderna                     | dal                                                              | al                       | Misure          | Unità ausiliarie presenti in differenti periodi | Mappe |
| --------------------------- | ---------------------------------- | ------------------------------------ | ---------------------------------------------------------------- | ------------------------ | --------------- | --- | ----- |
| Forte                       | Quadriburgium (?) e/o Arrianis (?) | Klosterneuburg                       | Flavi                                                            | IV-V secolo              | 2,2 ha          | Coh.II Batavorum Coh.I Aelia sagittariorum mil.eq. Coh.I Montanorum Equites promoti gens Marcomannorum |       |
| Forte alare                 | Vindobona                          | Vienna                               | Domiziano                                                        | Nerva                    |                 | Ala I Flavia Britannica mil. c.R. Ala I Thracum Victrix |       |
| fortezza legionaria         | Vindobona                          | Vienna                               | 95/97                                                            | inizi V secolo           | 18,5 ha         | legio XIII Gemina legio XIV Gemina legio X Gemina vexill. XV Apollinaris |       |
| Forte                       | Ala Nova                           | Schwechat                            | Domiziano (90 circa)                                             | 400 circa                | 3,5 ha          | Coh.I Aelia sagittariorum Equites sagittarii |       |
| Forte                       | Aequinoctium                       | Fischamend                           |                                                                  |                          |                 | vexill.XIV Gemina Ala I Thracum Victrix? Equites Dalamate |       |
| Forte                       |                                    | Höflein                              | II secolo                                                        |                          | 0,335 ha        | vexillatio della legio XIV Gemina. |       |
| Forte alare                 | Carnuntum                          | Bad Deutsch-Altenburg                | Augusto                                                          | IV secolo                | 3,7 ha          | Ala I Thracum |       |
| fortezza legionaria         | Carnuntum                          | Petronell-Carnuntum                  | 50                                                               | inizi V secolo           | 17 ha           | legio XV Apollinaris dal 50 al 63; X Gemina dal 63 al 70; XV Apollinaris dal 70 al 113; per un breve periodo la legio I Adiutrix (ex Belgica forse in sostituzione provvisoria della legio XV); XIIII Gemina dal 113 al IV secolo. |       |
| Fortino                     |                                    | Stopfenreuth                         |                                                                  |                          |                 | |       |
| Forte                       | Gerulata                           | Rusovce                              | Domiziano                                                        | fine IV secolo           | 2,2 ha          | Ala I Cannanefatium Coh.XVIII Voluntariorum Coh.I Ulpia Pannoniorum mil.eq. Coh.I Lucensium vexill. legio XIV Gemina |       |
| Forte                       | Ad Flexum                          | Mosonmagyaróvár                      |                                                                  |                          |                 | |       |
| Forte e ponte               |                                    | Mosonmagyaróvár                      |                                                                  |                          |                 | |       |
| Forte                       |                                    | Máriakálnok (Brückenkopf)            |                                                                  |                          |                 | |       |
| Forte                       | Quadrata                           | Lébénymiklós                         |                                                                  |                          |                 | |       |
| Forte                       | Arrabona                           | Győr                                 |                                                                  |                          |                 | |       |
| Forte                       |                                    | Győr–Esztergetö                      |                                                                  |                          |                 | |       |
| Forte                       | Ad Statuas                         | Ács-Vaspuszta                        | Traiano                                                          | inizi del V secolo       | 1,2 ha          | |       |
| Forte                       | Ad Mures                           | Ács                                  | Traiano                                                          | IV secolo                | 1,2 ha          | cohors I Thracum civium Romanorum; cohors IV Voluntariorum. |       |
| forte auxilia               | Brigetio                           | Komárom-(Szőny)                      | Claudio                                                          | Domiziano                |                 | cohors I Thracum civium Romanorum |       |
| fortezza legionaria         | Brigetio                           | Komárom-(Szőny)                      | 97                                                               | fine IV secolo           | 23,2 ha         | legio XI Claudia; Legio XXX Ulpia Victrix; legio XIV Gemina legio X Gemina; vexill. legio IV Flavia Felix; Legio I Adiutrix |       |
| Forte                       | Celamantia                         | Komárom                              | Antonino Pio                                                     | Valentiniano I (374/375) |                 | cohors I Hispanorum; cohors VII Breucorum equitata; |       |
| Forte                       | Odiavum                            | Almásfüzitő                          | Traiano                                                          | inizi V secolo           | 3,4 ha          | cohors I Aelia sagittaria milliaria; ala III Thracum; |       |
| Burgus                      |                                    | Almásfüzitő                          |                                                                  |                          |                 | |       |
| Burgus                      |                                    | Lábatlan                             |                                                                  |                          |                 | |       |
| Forte                       | Crumerum                           | Nyergesújfalu                        |                                                                  |                          |                 | |       |
| Forte                       |                                    | Tokod                                |                                                                  |                          |                 | |       |
| Forte                       | Solva                              | Esztergom                            | I secolo                                                         | V secolo                 |                 | a) Cohors I Augusta Ituraeorum sagittariorum b) Cohors I Ulpia Pannoniorum milliaria c) Equites Mauri d) Cuneus equitum Scutariorum                                                                                                |       |
| Forte                       |                                    | Esztergom–Hideglelőskereszt          | Valentiniano I (374/375)                                         | 425?                     |                 | |       |
| Burgus e testa di ponte     |                                    | Szob                                 |                                                                  |                          |                 | |       |
| Fortino                     |                                    | Pilismarót–Malompatak                | Valentiniano I                                                   | ca. 425                  | 29,70 × 37,40 m | |       |
| Forte                       | Castra ad Herculem                 | Pilismarót                           | Fine del terzo secolo                                            | max. 433                 | 133 × 340 m     | Auxilia Herculensia e Equites Dalmatae |       |
| Forte                       |                                    | Visegrád–Gizellamajor                | Costanzo II                                                      | IV-V secolo              | 34,3 × 34,3 m   | |       |
| Burgus                      |                                    | Visegrád-Lepence (Burgus Solva 35)   | Valentiniano I                                                   | 371                      | 18 × 18 m       | |       |
| Torre e vicus               |                                    | Visegrád-Lepence (Burgus Solva 23)   |                                                                  | II-III secolo            | 5 × 5 m         | |       |
| Burgus                      |                                    | Visegrád-Kőbánya (Burgus Solva 35)   | Valentiniano I                                                   | 372                      | 8,90 × 8,90 m   | |       |
| Forte                       | Pone Navata                        | Visegrád–Sibrik                      | 325/330                                                          | 380 circa                | 1,48 ha         | Auxilia Ursarensia |       |
| Forte                       |                                    | Kisoroszi                            |                                                                  |                          | 40 x 50 metri   | |       |
| Burgus e testa di ponte     |                                    | Verőcemaros-Dunamező                 | Costanzo II ? / Valentiniano I (374/375) ?                       | V secolo                 |                 | |       |
| Forte                       | Cirpi                              | Dunabogdány                          | Flavi                                                            | IV-V secolo              | 1,82 ha         | Coh. XIIX voluntariorum c.R. Coh. II Alpinorum eq. Equites Dalmatae Auxilia Fortensia vexill. legio II Adiutrix |       |
| Forte e ponte               |                                    | Tahitótfalu-Balhavár (burgus romano) | Diocleziano ? / Costantino I ? oppure Valentiniano I (374/375) ? |                          |                 | |       |

#### Da Ulcisia Castra a Taurunum
Qui sotto troverete una tabella riassuntiva delle fortificazioni di questo tratto di limes, con relativa legenda:
- legio=legione romana
- coh.=coorte
- mil=milliaria (composta da 1 000 uomini)
- eq.=coorte equitata
- ala=unità di cavalleria
- vexill=vexillationes
- c.R.=civium Romanorum

| Forte/burgus lungo il limes | località antica                  | località moderna                         | dal                          | al                           | Misure                                | Unità ausiliarie presenti in differenti periodi | Mappa |
| --------------------------- | -------------------------------- | ---------------------------------------- | ---------------------------- | ---------------------------- | ------------------------------------- | --- | ----- |
| Burgus                      |                                  | Leányfalu                                | Valentiniano I (374/375)     | fine IV/inizi V secolo       | 16,12 x 16,25 metri                   | |       |
| Burgus                      |                                  | Szentendre-Hunka                         | III secolo                   | fine IV/inizi V secolo       | 30 x 40 metri                         | |       |
| Forte                       | Ulcisia Castra/Castra Constantia | Szentendre                               | Domiziano/Traiano            | Marco Aurelio?/V secolo?     | 134 x 205 metri 2,8 ha                | a) fino al 175, unità sconosciuta b) Cohors I milliaria Aurelia Antonina Surorum, divenuta poi Cohors milliaria nova Severiana (Antoniniana) Surorum equitata civium Romanorum |       |
| Burgus e testa di ponte     |                                  | Szigetmonostor-Horány                    | Valentiniano I ?             |                              |                                       | |       |
| Burgus e testa di ponte     |                                  | Dunakeszi                                | Valentiniano I               |                              |                                       | |       |
| Forte                       |                                  | Göd-Bócsaújtelep-Göd                     | Valentiniano I               | V secolo                     | 2,8 ha<                               | |       |
| Burgus e testa di ponte     |                                  | Szentendre-Dera                          | Costantino I/Costantino II   |                              |                                       | |       |
| Burgus                      |                                  | Budakalász-Luppa csárda                  | Valentiniano I               | max. inizi V secolo          | 39 × 39 m                             | |       |
| Fortezza legionaria         | Aquincum                         | Budapest (Óbuda)                         | 89 circa                     | inizi V secolo               | 16,6 ha, poi 23,0 ha, poi 21,6 ha     | Legio V Alaudae; II Adiutrix; X Gemina; IV Flavia; I Adiutrix; XIII Gemina. |       |
| Forte alare                 |                                  | Viziváros                                | Claudio                      | Domiziano                    | 4,7 ha                                | Ala I Hispanorum Arvacorum |       |
| Forte cohortale             | Aquincum                         | Óbuda                                    | Vespasiano                   | Antonini                     | 2,5 ha                                | Ala I Tungrorum Frontoniana; Ala Auriana. |       |
| Forte e testa di ponte      | Transaquincum                    | Budapest (Angyalföld)                    | Marco Aurelio o Commodo      | IV secolo                    | 0,6 ha                                | |       |
| Fortino                     | Contra Aquincum                  | Budapest (Pest)                          | Marco Aurelio o Commodo      | IV secolo                    | 0,7 ha                                | Coh.VII Breucorum Antoniana; cohors II Astrurum et Callaecorum; Coh.X milliaria Maurorum. |       |
| Forte                       | Albertfalva                      | Budapest                                 | Vespasiano                   | 259/260                      | 3,16-3,9 ha                           | Ala I Thracum veterana sagittaria ?; Cohors I. Montanorum?; Ala I. Flavia Gaetulorum?; Cohors milliaria Numidarum? |       |
| Forte                       | Campona                          | Nagytétény                               | Vespasiano                   | III secolo                   | 3,75 ha                               | Ala I Tungrorum Frontoniana; Ala I Thracum veterana sagittaria; |       |
| Forte                       | Matrica                          | Százhalombatta-Dunafüred                 | I/II secolo                  | V secolo                     | 152 × 155 metri                       | a) Coh.X milliaria Maurorum; b) Equites promoti; |       |
| Forte                       | Vetus Salina                     | Adony                                    | Vespasiano?                  | inizi V secolo               |                                       | a) 70–85: ?; b) 85–101: Cohors I (Ulpia) Brittonum milliaria equitata; c) 101–118/119: Cohors I Alpinorum equitata; d) 118/119–259/260: Cohors III Batavorum milliaria equitata; e) Equites Dalmatae; |       |
| Forte                       | Intercisa                        | Dunaújváros                              | Domiziano                    | V secolo                     | a) 165 m x ca. 190 m b) 176 m x 200 m | a) Ala Asturum II b) Ala I Augusta Ituraeorum sagittariorum b) Ala I Britannica civium Romanorum b) Ala I Tungrorum Frontoniana b) Ala I Thracum veterana sagittaria b) Ala I civium Romanorum b) Cohors I milliaria Hemesenorum Aurelia Antoniniana sagittaria equitata civium Romanorum b) Equites sagittarii b) Cuneus equitum Dalmatarum b) Cuneus equitum Constantianorum |       |
| Forte                       | Annamatia                        | Baracs-Baracspuszta                      | Vespasiano                   | ca. 374                      | ca. 160 × 180 m                       | a) Cohors I Thracum Germanica civium Romanorum pia fidelis? b) Equites Dalmatae |       |
| Burgus                      |                                  | Bölcske                                  | Costanzo II o Valentiniano I | max. inizi V secolo          |                                       | |       |
| Forte                       | Lussonium                        | Paks-Dunakömlőd (Ungheria)               | 50 ca.                       | V secolo                     | 215 x 70 metri                        | a) Cohors I Alpinorum peditata b) Cohors I Alpinorum equitata? c) Cuneus equitum Constantianorum d) Equites Dalmatae e) Vexillatio della legio II Adiutrix |       |
| Burgus e testa di ponte     | Contra Lussonium                 | Paks-Dunakömlőd                          | IV secolo                    |                              | 100 x 55 metri                        | |       |
| Forte                       | Alta Ripa                        | Tolna                                    | I secolo                     | V secolo                     |                                       | a) Ala Siliana civium Romanorum? b) Ala I Brittonum civium Romanorum c) Cohors quingenaria Maurorum equitata d) Equites Dalmatae e) Cuneus equitum Stablesianorum |       |
| Forte                       | Alisca?                          | Szeksárd (non rilevato, solo sospettato) |                              |                              |                                       | a) Cohors III Lusitanorum? b) Vexillatio della legio II Adiutrix? |       |
| Forte                       | Alisca ad latus o Ad Latus?      | Őcsény-Szigetpuszta                      | ca. 100                      |                              | 158 × 193 m                           | a) Cohors I Noricorum equitata? b) Cohors II Augusta Nervia Pacensis milliaria Brittonum? c) Cohors I Alpinorum peditata? d) Vexillation der Legio II Adiutrix? |       |
| Forte                       | Ad Statuas                       | Várdomb                                  | Flavi/Traiano                | IV secolo                    |                                       | a) Cohors I Augusta Ituraeorum sagittariorum? b) Cohors II Asturum et Callaecorum? c) Equites Dalmatae d) Auxilia Ursarensia |       |
| Forte                       | Lugio/Florentiam                 | Dunaszekcső                              | Flavi                        | V secolo                     | 175 x 75/130 metri                    | a) Cohors I Alpinorum equitata b) ? c) Cohors VII Breucorum civium Romanorum equitata d) flotta militare e) Vexillation der Legio II Adiutrix |       |
| Burgus e testa di ponte     | Contra Florentiam                | Dunafalva                                | Valentiniano I ?             |                              |                                       | Equites sagittarii |       |
| Forte                       | Altinum                          | Kölked                                   | I secolo                     | IV secolo/inizi del V secolo |                                       | a) I Cohors Lusitanorum (I-III secolo) b) Equites Sagittarii (IV secolo) c) equitum cuneus Fortensium (fine IV-inizi V secolo) |       |
| Forte                       | Ad Militare                      | Batina                                   | I secolo                     | fine IV/inizi V secolo       | 220 x 200 metri                       | a) Cohors II Augusta Thracum equitata? b) Cohors II Asturum et Callaecorum equitata? c) Cohors VII Breucorum equitata? d)Vexillatio della legio II Adiutrix e della legio VI Herculia e) Equites Flavianenses |       |
| Forte                       | Ad Novas                         | Zmajevac                                 | II secolo                    | V secolo                     | 250 x 120 metri                       | a) Cohors I Montanorum? b) Cohors III Alpinorum equitata? c) Equites Dalmatae Novas d) Auxilia Novensia |       |
| Forte e fortezza            | Mursa                            | Osijek                                   | fine I secolo                | inizi V secolo               | ?                                     | a) Coorte?, Ala?, Legione? b) Vexillatio della legio VI Herculia? c) Classis Histrica |       |
| Forte                       | Teutoburgium                     | Dalj                                     | Tiberio/Claudio              | V secolo                     |                                       | a) Ala II Hispanorum Aravacorum b) Ala I praetoria singularium civium Romanorum c) Ala I civium Romanorum d) Equites Dalmatae e) Cuneus equitum Dalmatarum f) parte della legio VI Herculia |       |
| Forte                       | Cornacum                         | Sotin                                    | I secolo                     | V secolo                     |                                       | a) Ala I civium Romanorum? b) Cohors I Montanorum? c) Cohors II Aurelia Dacorum Antoniniana d) Equites Dalmatae e) Cuneus equitum scutariorum f) Equites promoti |       |
| Burgus                      |                                  | Bač-Bács                                 | Valentiniano I               |                              | 63 x 63 metri                         | |       |
| Forte                       | Cuccium                          | Ilok                                     | fine I secolo                | inizi V secolo               |                                       | a) sconosciuto b) Equites Sagittarii c) Cuneus equitum Promotorum |       |
| Forte                       | Malata                           | Banoštor                                 | Adriano                      | fine II secolo               |                                       | |       |
| Forte e testa di ponte      | Bononia                          | Banoštor                                 | fine II secolo               | V secolo                     |                                       | |       |
| Forte                       | Cusum                            | Petrovaradin                             | Tarda antichità              |                              |                                       | |       |
| Forte                       |                                  | Cortanovci                               | Tarda antichità              |                              |                                       | |       |
| Forte                       | Acumincum                        | Stari Slankamen                          | Vespasiano                   | V secolo                     |                                       | |       |
| Forte                       | Rittium                          | Surduk                                   | Traiano                      | V secolo                     |                                       | |       |
| Forte                       | Burgenae                         | Novi Banovci                             | Antonini                     | V secolo                     |                                       | |       |
| Forte                       | Taurunum                         | Zemun                                    | Flavi                        | V secolo                     |                                       | |       |

## Geografia politica ed economia

### Maggiori centri provinciali
Le città principali della provincia romana erano:
- Carnuntum sede del governatore della Pannonia, poi della Pannonia superiore e fortezza legionaria;
- Vindobona, l'odierna Vienna, anch'essa fortezza legionaria;
- Brigetio, l'odierna Szőny, fortezza legionaria;
- Aquincum, l'odierna Óbuda, sede del governatore della Pannonia inferiore, poi Pannonia Valeria e fortezza legionaria;
- Scarbantia, l'odierna Sopron;
- Savaria, l'odierna Szombathely, sede della Pannonia Prima;
- Poetovio, l'odierna Ptuj, fortezza legionaria nel I secolo;
- Siscia, l'odierna Sisak, fortezza legionaria tra la fine del I secolo a.C. e l'inizio del I secolo d.C., sede della Pannonia Savia e sede della Flotta pannonica sul fiume Sava;
- Sirmio, l'odierna Sremska Mitrovica, una delle capitali imperiali dall'epoca di Diocleziano, sede della Pannonia Secunda e sede della Flotta pannonica;
- Mursa, l'odierna Osijek, fortezza legionaria ai tempi di Traiano e sede della Flotta pannonica;
- Sopianae, l'odierna Pécs, secondo alcune fonti sede della Pannonia Valeria;
- oltre agli importanti forti militari di Gerulata, Arrabona (Győr), Matrica (Százhalombatta), Intercisa (Dunaújváros), Lussonium, Lugio, ecc.
- Gorsium.